# Bengt Dahlén
Bengt Erik Gunnar Dahlén (eller Dalén), född 16 april 1945 i Bromma, är en svensk gitarrist.
Dahlén spelade först i G-Men och sedan i Lee Kings. När Lee Kings upphörde började Dahlén i gruppen Fläsket brinner.